# Alobiella husnotii
Alobiella husnotii är en bladmossart som beskrevs av Victor Félix Schiffner. Alobiella husnotii ingår i släktet Alobiella och familjen Cephaloziaceae. Inga underarter finns listade i Catalogue of Life.